# Загорянка (притока Інструча)
Загорянка (рос. Загорянка, нім. Strius) — річка в Російській Федерації, що протікає в Калінінградській області. Ліва притока Інструча. Довжина — 24 км, площа водозабірного басейну — 56,8 км².